# Artemidoros Daldianus
För kartografen Artemidoros, se Artemidoros från Efesos
Artemidoros Daldianus var en professionell drömtydare och spåman, med vetenskaplig och pedagogisk inriktning. Han levde på 100-talet e.Kr. Han var född i Efesos, men på grund av ortens berömdhet föredrog han att i stället uppkalla sig efter sin mors hemstad, Daldis (Lydien). Han blev en oförtröttelig resande i sin strävan att besöka olika länder med målet att samla in drömböcker och drömtydningar.
Han är känd för sitt omfattande verk i fem band på grekiska: Oneirokritika, (“Drömtydningar”).
Det är den äldsta bok om drömmar som finns bevarad. I den har han samlat mer än 3000 drömmar av dem som konsulterade honom, och han intresserade sig inte bara för själva drömmarna utan också för den mänskliga psykologin.